# ウシュアイア国際空港

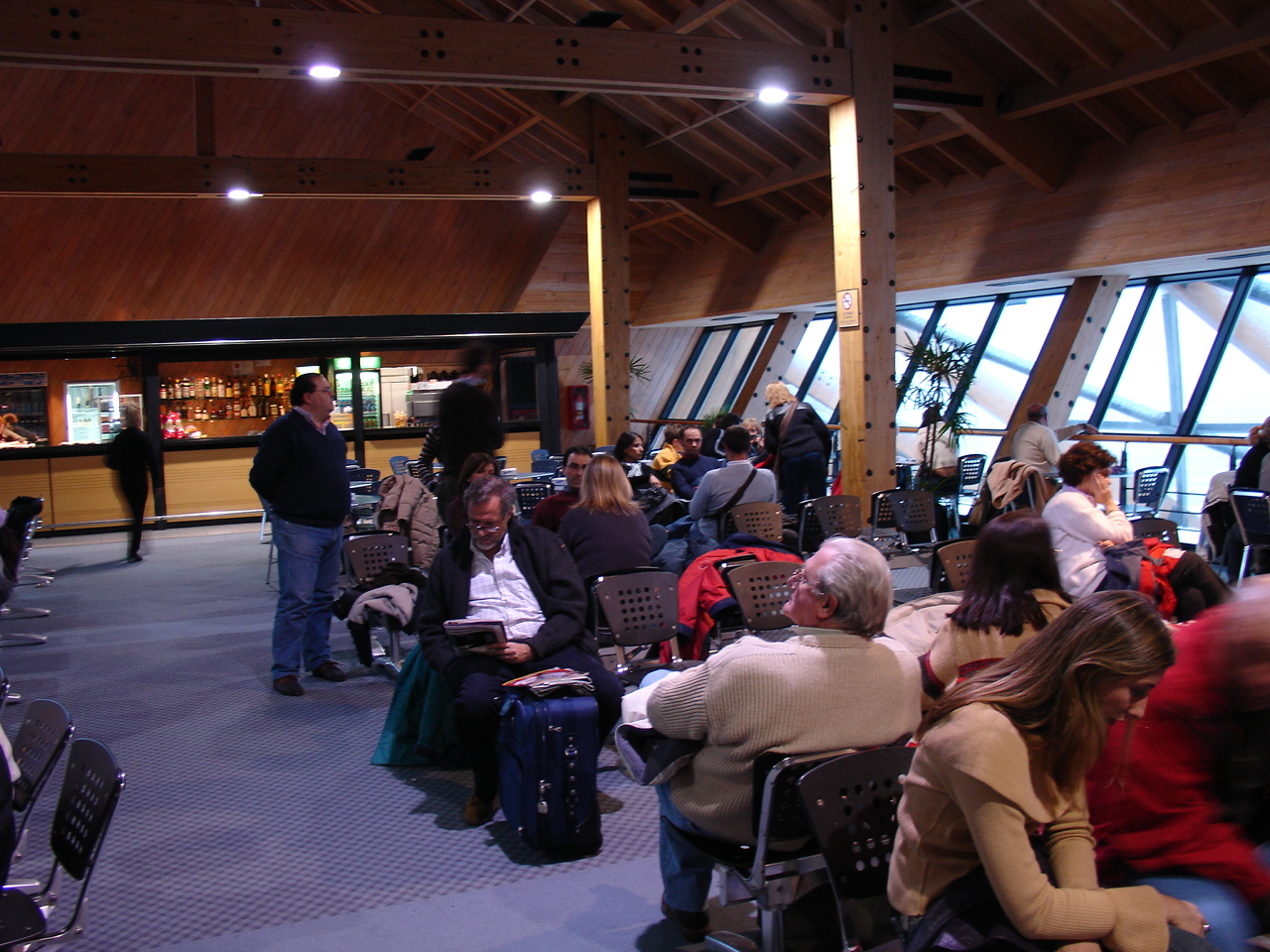
ウシュアイア国際空港の待合室

ウシュアイア国際空港（ウシュアイアこくさいくうこう）は、アルゼンチン南端のフエゴ島にある国際空港。空港は世界最南の都市ウシュアイアの郊外にある。

## 概要
1995年11月27日に開業。ウシュアイアの市域にあり、市の中心部から4km離れた所にある。世界最南端の国際空港で、南極へのクルーズ船の玄関口として利用されている。ただし、より南のチリ領のプエルトウィリアムズにはチリ空軍管理のサニャルトゥ空港があり、チリ地方航空路線の発着が行われている。
アルゼンチンの首都ブエノスアイレスと直行便で結ばれている。また、チリのプンタ・アレーナス経由で、チリの首都サンティアゴや南極へ向かうことができる。

## 就航路線
| 就航会社         |            |
| ---------------- | ---------- |
| アルゼンチン航空 |            |
| フライボンディ   |            |
| ジェットスマート |            |
| LADE航空         | 過去に就航 |
| DAP航空          | 過去に就航 |

|              | 都市/空港            |
| ------------ | -------------------- |
| ブラジル     | グアルーリョス       |
| チリ         | サンディアゴ         |
| アルゼンチン | エセイサ             |
| アルゼンチン | コルドバ             |
| アルゼンチン | ホルヘ・ニューベリー |
| アルゼンチン | トレリュー           |
| アルゼンチン | エル・カラファテ     |